# Minnesota United FC 2
El Minnesota United FC 2 es un equipo de fútbol de Estados Unidos que juega en la MLS Next Pro, la tercera división nacional.

## Historia
Fue fundado el 6 de diciembre de 2021 en la ciudad de St. Paul, Minnesota como el equipo filial del Minnesota United FC de la Major League Soccer luego de que fuera elegido para jugar la temporada inaugural de la MLS Next Pro en 2022.

## Jugadores

### Plantel 2024
- Incluye jugadores cedidos del primer equipo, de las inferiores y a prueba.